# غاي ريتشي
غاي ريتشي (بالإنجليزية: Guy Ritchie)‏ (مواليد 10 سبتمبر 1968) هو مخرج ومنتج وكاتب ورجل أعمال بريطاني معروف بأفلام العصابات البريطانية. ترك ريتشى المدرسة في سن الخامسة عشر وبدأ في الحصول على وظائف في مجال صناعة السينما في منتصف الثمانينات قام بعدها بإخراج الإعلانات. بدأ العمل بالسينما منذ منتصف التسعينات، ففي عام 1995، أخرج ريتشى فيلمه الأول "The Hard Case"، وهو فيلم قصير مدته 20 دقيقة أثار إعجاب المستثمرين فساندوا أول فيلم روائي طويل له Lock ، Stock and Two Smoking برميل (1998). قام ريتشى بعدها بإخراج فيلم Snatch (2000).
تشمل أفلام ريتشي الإجرامية الأخرى Revolver (2005) و RocknRolla (2008). وقد ضمت أفلام العصابات التي اخرجها مجموعة من النجوم الناشئة، مثل جيسون ستاثام وإدريس إلبا وتوم هاردي. أخرج بعدها فيلم شيرلوك هولمز (2009)، تتمته Sherlock Holmes: A Game of Shadows (2011) وفيلم علاء الدين (2019) من إنتاج شركة ديزني.

## نشأته
ولد ريتشى في هاتفيلد، هارتفوردشاير في عام 1968 حيث كان الابن الثاني. كان جده الرائد ستيوارت ريتشي الذي توفي في فرنسا عام 1940 خلال الحرب العالمية الثانية وكانت جدته دوريس مارغريتا ماكلولين. كان ريتشي يعاني من عسر القراءة وقد تعلم في مدرسة ويندلهام هاوس ومدرسة ستانبريدج إيرلز حيث طرد في سن الخامسة عشر. يقول ريتشى أن تعاطي المخدرات كان سبب طرده؛ يقول والده إن السبب في ذلك هو أن ابنه ألقي القبض عليه لأسباب اخلاقية.
لدى ريتشي أخ غير شقيق، هو كيفن بينتون، الذي ولد لأمبر باركنسون عندما كانت مراهقة وتم التخلي عنه بالإضافة لأخته الكبرى تابيثا.

## التاريخ المهنى
في عام 1998، اتصل ريتشي ببيتر مورتون ليكون مستثمرًا لفيلمه الأول. كان ابن أخت مورتون، ماثيو فون، يدرس إنتاج الأفلام في لوس أنجلوس. أبلغ بيتر فون بفيلم ريتشي الجديد ليوافق بعدها فون على الإنتاج. طلب ماثيو وجي وبيتر من ترودي ستايلر الاستثمار في إنتاج فيلم ريتشي الثاني، وافقت ترودى على التمويل المشترك للمشروع بعدها مشاهدتها لفيلمه "The Hard Case". تم الانتهاء من إنتاج فيلم Lock ، Stock and Two Smoking Smoking في خلال ثمانية أشهر. صدر الفيلم في بريطانيا العظمى في عام 1998 وحقق مراجعات إيجابية ليصبح نجاحًا دوليًا. قام ببطولته نيك موران وقدم الممثلين جيسون ستاثام وجيسون فليمينج وديكستر فليتشر إلى الجماهير. تعرف ريتشي على لمادونا، التي تزوجها لاحقًا، عندما حصلت شركتها Maverick Records على الموسيقى التصويرية للفيلم. فاز ريتشي بجائزة إدغار من Mystery Writers of America لأفضل سيناريو سينمائي عام 2000. انتج ريتشي سلسلة تلفزيونية منفصلة من فيلمه الثاني تعدى Lock، Stock ....
تم إصدار فيلم ريتشي الثاني Snatch عام 2000 الذي عرف في البداية باسم Diamonds ، ضم الفيلم ممثلين مثل براد بيت، بينيسيو ديل تورو ودنيس فارينا بالإضافة إلى ستاثام وفينى جونز. على غرار أفلام Lock and Stock و Two Smoking Smoking، يقوم الفيلم بصتوير الأحداث من منظور شخصيات مختلفة. كان تقييم الفيلم 73 ٪ على Rotten Tomatoes اعتبارا من عام 2015.
بعد زواجه من مادونا، بدأ ريتشي في تركيز صناعته لأفلامه على زوجته، حيث قام بإخراج فيديو موسيقي لأغنية "What It Feels Like for a Girl"، وهو فيديو مثير للجدل أظهر مادونا تمارس العنف وفيلم قصير يدعى Star لسلسلة أفلام BMW. كان فيلم ريتشي التالي Swept Away ، والذي اخرجه أيضًا لمادونا. يصور الفيلم مادونا كشخصية غنية ذو مكانة اجتماعية. كانت الشخصية تتسم بالوقاحة فبعد تحطم السفينة التي كانت عليهاحاصرها بحار شيوعي في جزيرة مهجورة وأهناها. كان الفيلم مخيبًا لأمال النقاد والجمهور.
عمل ريتشي على برنامج كاميرا خفية في 2002 يدعى Swag للقناة الخامسة في المملكة المتحدة. كان مشروعه التالي في عام 2005، وهو فيلم سرقة في فيغاس يدعى Revolver من بطولة جيسون ستاثام والذي لاقى انتقادات شديدة في الولايات المتحدة والمملكة المتحدة.
كتب ريتشي وأخرج فيلم RocknRolla عام 2008 حيث ضم الفيلم مجموعة من الممثلين شملت جيرارد بتلر وتوم ويلكنسون وثاندي نيوتن ومارك سترونج وإدريس إلبا وتوم هاردي وتوبي كيبيل وحصل الفيلم على تقييم 60 ٪ بواسطة روتن توميتوز. أخرج أيضًا في عام 2008 إعلانًا تجاريًا لشركة Nike والذي يصور لاعب كرة قدم هولندي يوقع مع أرسنال حتى يقوم بتمثيل هولندا لأول مرة.
تم إصدار فيلم شيرلوك هولمز في 25 ديسمبر 2009. كان الفيلم من بطولة روبرت داوني جونيور وجود لو. تلقى الفيلم مراجعات إيجابية وحقق أكثر من 520 مليون دولار على مستوى العالم. تم إصدار تتمة الفيلم Sherlock Holmes: A Game of Shadows في 16 ديسمبر 2011 وحصد 545 مليون دولار في شباك التذاكر. في 29 أكتوبر 2012، أنتج ريتشى عرض ترويجي للعبة Call of Duty: Black Ops II.
قام ريتشى بإخراج The Man From U.N.C.L.E من إنتاج شركة وارنر برذرز. تم تصوير الفيلم عام 2013 في لندن وإيطاليا، ولكن الفيلم لم يتم عرضه حتى أغسطس من عام 2015. قام شركة وارنر برذرز في يناير 2014 بتعيين ريتشي ليقوم بمهمة إخراج الملك آرثر: أسطورة السيف مع تشارلي هونام مع دور الملك آرثر باختيار من ريتشي. كان من المقرر أن يكون الفيلم بداية لسلسة لكن الفيلم لم يحقق النجاح المطلوب، لذلك لم تستكمل السلسلة.
أعلن مهرجان رايندانس السينمائي في أغسطس 2017 أنه سيكرم ريتشي بجائزة المؤلف السنوية الثانية له. في الآونة الأخيرة، قام ريتشي بإخراج فيلم علاء الدين (2019) من إنتاج شركة ديزنى، والذي شارك في كتابته جون أغسطس. الفيلم من بطولة مينا مسعود وويل سميث ونعومي سكوت. نجح الفيلم ليصبح من أنجح أفلام ريتشي ماليًا.

## روابط خارجية
- غاي ريتشي على موقع IMDb (الإنجليزية)
- غاي ريتشي على موقع مونزينجر (الألمانية)
- غاي ريتشي على موقع ألو سيني (الفرنسية)
- غاي ريتشي على موقع ميوزك برينز (الإنجليزية)
- غاي ريتشي على موقع تيرنر كلاسيك موفيز (الإنجليزية)
- غاي ريتشي على موقع أول موفي (الإنجليزية)
- غاي ريتشي على موقع بوكس أوفيس موجو (الإنجليزية)
- غاي ريتشي على موقع قاعدة بيانات الأفلام السويدية (السويدية)
- غاي ريتشي على موقع إن إن دي بي (الإنجليزية)
- غاي ريتشي على موقع ديسكوغز (الإنجليزية)